# Amoret (Misuri)
Amoret es una ciudad ubicada en el condado de Bates en el estado estadounidense de Misuri. En el Censo de 2010 tenía una población de 190 habitantes y una densidad poblacional de 342,8 personas por km².

## Geografía
Amoret se encuentra ubicada en las coordenadas 38°15′17″N 94°35′14″O / 38.25472, -94.58722. Según la Oficina del Censo de los Estados Unidos, Amoret tiene una superficie total de 0.55 km², de la cual 0.55 km² corresponden a tierra firme y (0%) 0 km² es agua.

## Demografía
Según el censo de 2010, había 190 personas residiendo en Amoret. La densidad de población era de 342,8 hab./km². De los 190 habitantes, Amoret estaba compuesto por el 94.21% blancos, el 0.53% eran afroamericanos, el 0.53% eran amerindios, el 0% eran asiáticos, el 0% eran isleños del Pacífico, el 2.11% eran de otras razas y el 2.63% pertenecían a dos o más razas. Del total de la población el 4.74% eran hispanos o latinos de cualquier raza.